# Janakis Jangudakis
Janakis Jangudakis (gr. Γιαννάκης Γιαγκουδάκης; ur. 17 stycznia 1959 w Limassolu) – cypryjski piłkarz grający na pozycji pomocnika. Rozegrał 66 meczów w reprezentacji Cypru i strzelił w niej 1 gola.

## Kariera klubowa
Karierę piłkarską Jangudakis rozpoczynał w klubie Apollon Limassol. W sezonie 1980/1981 zadebiutował w nim w pierwszej lidze cypryjskiej. W sezonie 1990/1991 osiągnął z Apollonem pierwszy sukces, gdy wywalczył z nim mistrzostwo Cypru. W sezonie 1991/1992 zdobył z Apollonem Puchar Cypru. W sezonie 1993/1994 po raz drugi i ostatni w karierze został mistrzem kraju. Po sezonie 1994/1995 zakończył karierę klubową. Miał wówczas 36 lat. Rozegrał dla Apollonu Limassol 450 meczów, co czyni go rekordzistą pod względem ilości występów ligowych na Cyprze.

## Kariera reprezentacyjna
W reprezentacji Cypru Jangudakis zadebiutował 19 listopada 1980 w przegranym 0:6 meczu eliminacji do MŚ 1982 z Irlandią, rozegranym w Dublinie. Grał też w eliminacjach do Euro 84, MŚ 1986, Euro 88, MŚ 1990, Euro 92 i MŚ 1994. Od 1980 do 1993 roku rozegrał w kadrze narodowej 66 meczów i strzelił w nich 1 gola.